# João Pedro Belfort Vieira
João Pedro Belfort Vieira (São Luís, 13 de dezembro de 1846 — Rio de Janeiro, 2 de novembro de 1910) foi um advogado, professor, juiz e político brasileiro.
Era o filho primogênito do senador João Pedro Dias Vieira e de Isabel Nunes Belfort. Era neto materno de Antônio de Sales Nunes Belfort, ex-presidente das províncias do Ceará e do Maranhão, e irmão mais velho do almirante Manuel Inácio Belfort Vieira, também ex-presidente da província do Maranhão e ministro da Marinha no governo de Hermes da Fonseca.
Da mesma forma como ocorreu com o seu pai, iniciou seus estudos de direito na Faculdade de Direito do Recife, completando-os em 1868, na Faculdade de Direito de São Paulo.
Foi juiz substituto na Corte, procurador geral de órfãos no Rio de Janeiro, e primeiro delegado de polícia. Nomeado, a 9 de janeiro de 1879, presidente da província do Piauí, tomando posse em 7 de abril de 1879, permanecendo no cargo até 11 de dezembro do mesmo ano. Foi senador pelo Maranhão, de 1890 a 1897.
Em 1897 foi nomeado ministro do Supremo Tribunal Federal, tendo ocupado, por duas vezes, o cargo de procurador geral da República. Foi professor de Direito Civil, Comercial e Criminal na Faculdade Livre de Direito do Rio de Janeiro, sendo eleito em 1909 vice-diretor deste estabelecimento, tendo mais tarde ocupado o cargo de diretor.
Em 1867 casou-se com Francisca Figueiredo Dias de Carvalho, filha do conselheiro mineiro José Pedro Dias de Carvalho, falecida em 1878, sem filhos. Casou-se novamente em 1881, com Maria Estefânia de Araújo, filha do Visconde de Araújo, com quem teve oito filhos.